# Housetop Mountain
Der Housetop Mountain ist ein Berg in der Jedediah Smith Wilderness des Caribou-Targhee National Forest im Westen des US-Bundesstaates Wyoming. Er hat eine Höhe von 3213 m und ist Teil der Teton Range in den Rocky Mountains. Der Housetop Mountain erhebt sich im Süden der Bergkette, westlich des Granite Canyons und südlich des Fox Creek Canyons. Der Berg befindet sich im Gratverlauf zwischen dem nordöstlich gelegenen Spearhead Peak und dem weiter nördlich liegenden Fossil Mountain, unmittelbar westlich der Grenze zum Grand-Teton-Nationalpark. Weiter südlich liegt, durch eine Scharte mit dem Housetop Mountain verbunden, das Bergmassiv des Rendezvous Mountain mit dem Rendezvous Peak als höchsten Punkt. Östlich des Berges verläuft der vom Phillips Pass kommende und vorbei am östlich des Berges in einem Kar gelegenen Marion Lake weiter nach Norden über den Fox Creek Pass und unterhalb von Fossil Mountain, Mount Bannon und Mount Meek bis zum Mount Meek Pass verlaufende Teton Crest Trail.

## Belege
1. ↑  Peakbagger: Housetop Mountain. Abgerufen am 16. Dezember 2021.
2. ↑  Naturalatlas: Housetop Mountain. Abgerufen am 16. Dezember 2021 (englisch).